# Талисманы чемпионатов Европы по футболу

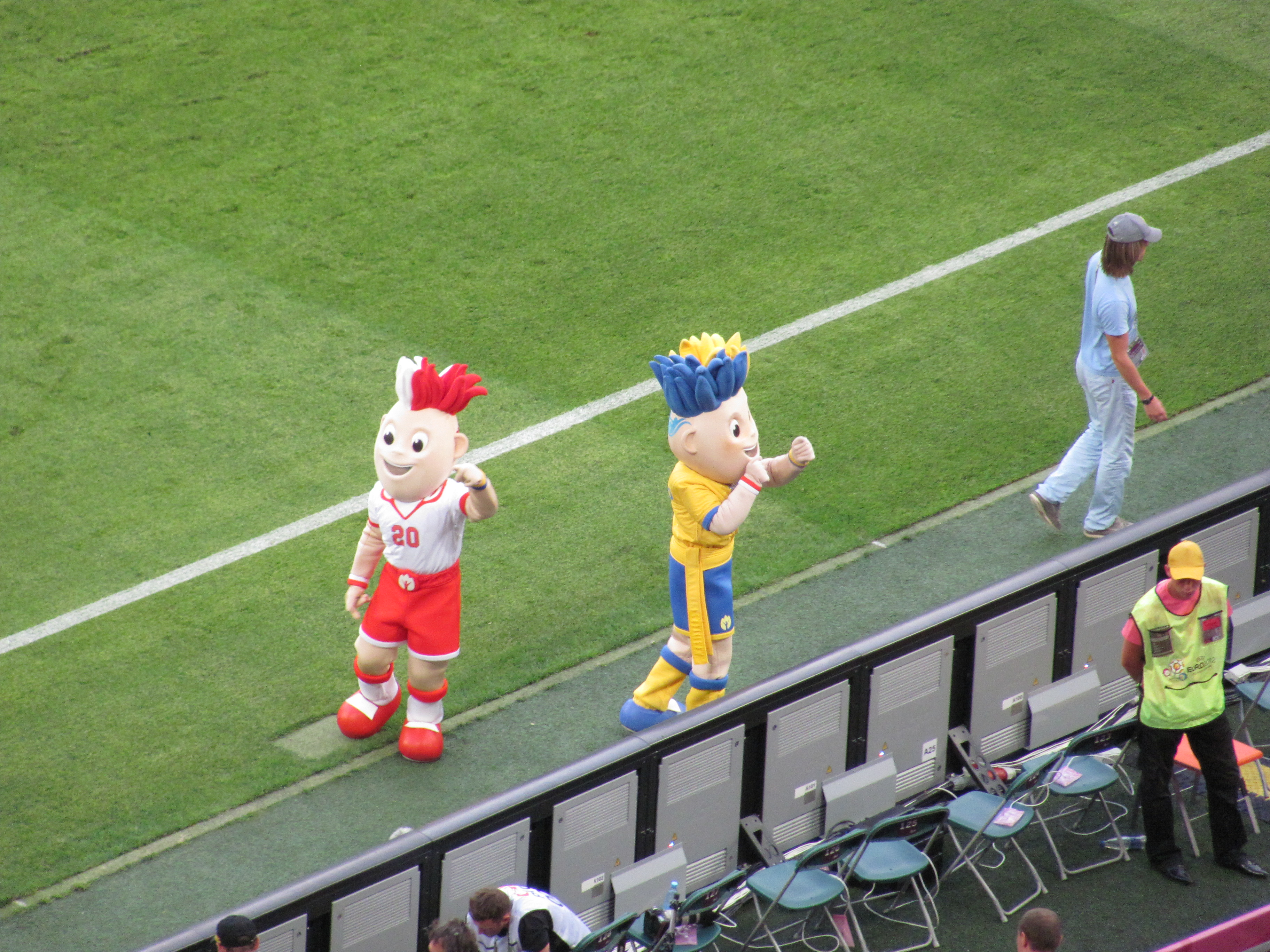
Славек и Славко — талисманы турнира 2012 года

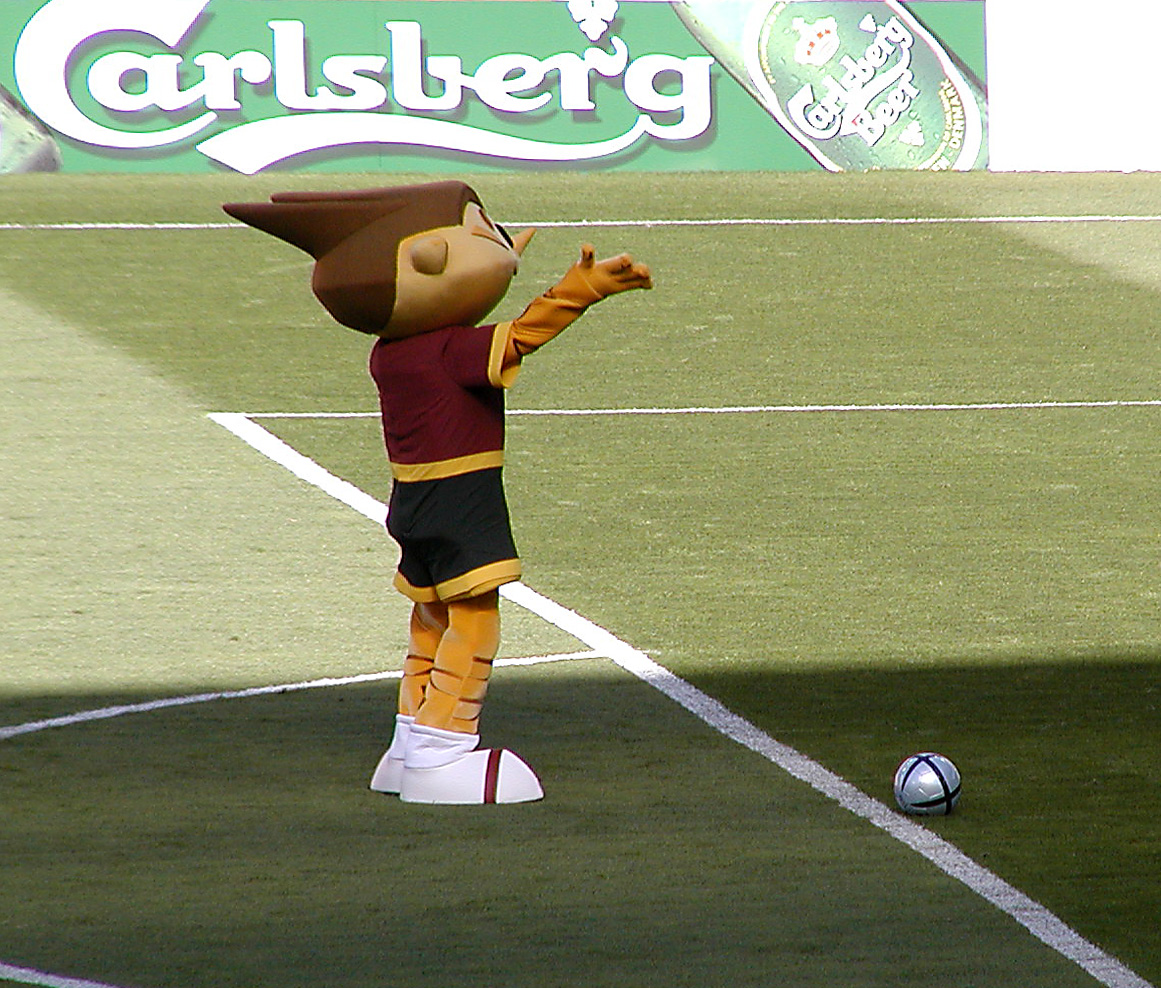
Кинаш — талисманы турнира 2004 года

Каждый европейский чемпионат проходит под «защитой» футбольных талисманов. В общей сложности же за это время появилось 8 талисманов.
Впервые, на чемпионатах Европы, талисман появился в Италии, в 1980 году. Им стал Пиноккио — любимый многими сказочный герой, флаг Италии был изображён у него на носу.
| Чемпионат                 | Талисман(ы)     | Описание |
| Италия 1980               | Пиноккио        | Любимый итальянцами сказочный герой. Это самый неповторимый талисман — флаг Италии изображён у него на носу. |
| Франция 1984              | Пено            | Петух, одетый в форму сборной Франции, держащий в руках мяч. |
| ФРГ 1988                  | Берни           | Кролик, символизирующий важные качества футболиста — умение хорошо бегать и прыгать. |
| Швеция 1992               | Кролик          | Кролик, одетый в форму сборной Швеции. |
| Англия 1996               | Голиаф          | Лев, держащий в руках мяч. |
| Бельгия / Нидерланды 2000 | Бенелаки        | Для первого в истории чемпионата, который принимали две страны, талисмана выбирали из пяти тысяч вариантов. Имя Benelucky с одной стороны обыгрывает название Бенилюкс, под которым понимают союз Бельгии, Нидерландов и Люксембурга. С другой — состоит из латинского слова «bene» (хороший) и английского «lucky» (везучий) и тем самым придает всему турниру положительный образ. Симбиоз на этом не закончился, потому что частично Бенелаки являл собой черта (от прозвища бельгийской сборной — «красные дьяволы») с мячом с надписью «Евро-2000», а частично был львом, который служит символом голландской национальной команды. |
| Португалия 2004           | Кинаш           | Мальчик, одетый в форму сборной Португалии. |
| Австрия / Швейцария 2008  | Трикс и Фликс   | Братья-близнецы, созданные компанией Warner Bros. Consumer Products. Они одеты в соответствии с цветами национальных флагов Австрии и Швейцарии: Трикс — в белой футболке с номером 20, а Фликс — в красной с номером 08. |
| Польша / Украина 2012     | Славек и Славко | Братья-близнецы, одетые в соответствии с цветами национальных флагов Польши и Украины: Славек — в красно-белой одежде с номером 20, Славко — в желто-синей с номером 12. Волосы каждого тоже выкрашены в цвета национальных флагов. |
| Франция 2016              | Супер Виктор    | Мальчик, одетый в форму национальной сборной Франции, красную мантию и магические летучие бутсы. |
| Европа 2020               | Скиллзи         | Мальчишка по имени Скиллзи, который обожает фристайл и уличный футбол. |
| Германия 2024             | Альберт         | Медвежонок по имени Альберт, у которого на футболке написана цифра 24. |